# Michigan Central Railway Bridge
Die Michigan Central Railway Bridge, auch Whirlpool Rapids Railroad Bridge genannt, ist eine ehemalige Eisenbahnbrücke über den Niagara River zwischen den Städten Niagara Falls (New York) und Niagara Falls (Ontario) und damit auch zwischen den Vereinigten Staaten und Kanada. Sie steht unmittelbar südlich der Whirlpool Rapids Bridge, die älter, aber noch in Betrieb ist.
Die von 1924 bis 1925 erbaute zweigleisige Michigan Central Railway Bridge löste die wenige Meter daneben stehende Niagara Cantilever Bridge ab, die verschrottet wurde.
Die Michigan Central Railway Bridge ist eine dreigelenkige stählerne Bogenbrücke mit aufgeständertem Brückendeck. Das gesamte Brückenbauwerk einschließlich der Vorbrücken ist 263,1 m (863,3 ft) lang. Der Brückenbogen mit einer Spannweite von 195,1 m (640 ft) besteht aus zwei stählernen Hohlkastenrippen, die durch vielfache Querriegel versteift sind. Auch die vertikalen und diagonalen Ständer des Brückendecks sind durch Querverbände versteift.
Die Brücke wurde im Freivorbau errichtet. Dazu wurden die auf den Kämpfern stehenden äußersten Stützen mit diagonal in dem Fels der Hochufer befestigten Stahlstäben rückverankert. Diese Rückverankerungen waren stark genug, um die Bogenhälften zu tragen, bis sie in der Flussmitte zusammengefügt wurden.
Die Brücke wird nicht mehr benutzt. Die Gleise der Strecke wurden entfernt. Sperrwände auf der Brücke und Stacheldrahtsperren verhindern eine unbefugte Überquerung, die zugleich ein Grenzübertritt wäre. Es wurde beschlossen, die Brücke abzureißen und zu verschrotten, die Durchführung des Beschlusses wurde aber mehrfach verschoben.